# Arthur Seehof
Arthur Seehof (geb. 9. April 1892 in Kassel, gest. 1. September 1966 in Wyhlen, Kreis Lörrach) war ein linkssozialistischer Journalist und Schriftsteller und Mitglied des Internationalen Sozialistischen Kampfbundes.

## Leben
Er war der Enkel eines Rabbiners, hatte jüdische Eltern und diente im Ersten Weltkrieg als Dolmetscher. 1917 kam er in Gefangenschaft wegen „Nichtbefolgung von Dienstbefehlen“ und „Widerstand gegen die Staatsgewalt“. In der jungen deutschen Republik wurde er zuerst Soldatenrat, bis er sich dann wieder dem Schreiben und Bibliophilen widmen konnte. Er leitete und gründete in Berlin verschiedene Verlage und die Buchhandlung Li-Seehof, benannt nach dem Kurznamen seiner ersten Frau, der Buchhändlerin Elise (Li) Remmer (1890–1972), die sich 1921 von ihm scheiden ließ. Seine Tochter Tanja wurde am 7. November 1921 in Berlin geboren und stammte aus der Ehe mit Li.
1919 gab er die Zeitschrift „Der Mitmensch. Zeitschrift für sozialistische Kultur“ heraus, mit der Bogdanows und Lunatscharskis Vorstellung proletarischer Kultur in Deutschland verbreitet werden sollte. 1920 folgte die Zeitschrift „Sowjet“. Um 1928 engagierte er sich für den Volksfilmverband. Sein Verlagshaus hatte ein Nachfolgeunternehmen in Frankfurt, bei dem Werke von Lu Märten erschienen. Béla Kun behauptete: „Die Seehof'sche Buchhandlung erhält mehr Literatur aus Russland, als die Vertretung des K.I.“.
1923 bis 1933 wurde er ständiger Mitarbeiter bei Ossietzkys Wochenzeitung Weltbühne. Auch schrieb er regelmäßig für die „Neue Generation“, „Menschheit“, „Das andere Deutschland“, „Kulturwille“ und die „Chronik“, sowie einer Reihe deutscher Tageszeitungen. 1933 nach der Machtübernahme der deutschen Faschisten hielt er sich zufällig in Paris auf. Als er von seiner Familie in Berlin informiert wurde, dass er gesucht wird, blieb er in Paris und holte seine Familie, d. h. seine zweite Frau Ilse Seehof, geborene Fröhlich, mit ihr verheiratet seit 1925 und seine beiden Kinder Lore und Sascha nach. Er begann für Zeitungen in Prag, Holland und auch für Zeitschriften der deutschen Emigration zu schreiben, so z. B. auch für die Sozialistische Warte. Die Nationalsozialisten betrieben, glücklicherweise ohne Erfolg, seine Überstellung nach Deutschland, mit der Behauptung er habe einen Meineid geleistet. Das war nachweislich nicht zutreffend und die französischen Behörden lehnten seine Ausweisung ab. Am 6. August 1935 wurde ihm die deutsche Staatsangehörigkeit entzogen, 1937 seiner engeren Familie ebenso. Jetzt war er ausgebürgert und staatenlos. Nach seinen eigenen Angaben wurden seine Eltern, Jonas und Cäcilie Seehof und seine Schwester Sophie Langer nach Theresienstadt deportiert und kamen in diesem Zusammenhang ums Leben.
1935 ging er mit seiner Familie nach Mallorca, nach Cala Ratjada, wo auch das dritte Kind Michael zur Welt kam. Dort lebte er mit einer Gruppe deutscher Literaten und Künstlern im „Inselgarten“, benannt nach einem Gedicht des Schriftstellers Erich Arendt, der ebenfalls zu der Gruppe in der Künstlerkolonie gehörte. Ihr Treffpunkt war die berühmte Wikiki-Bar. 1935 schloss er sich der Münzenberg-Gruppe an. Am 18. Juli 1936 putschte General Franco gegen die rechtmäßige demokratische Regierung in Madrid. Innerhalb von 24 Stunden befanden sich Mallorca und Ibiza in den Händen der Franco-Faschisten. Seehof schaffte es mit Hilfe der Engländer, noch rechtzeitig über Marseille nach Paris zurückzukehren, wo er zuerst interniert, dann als Arbeitssoldat bei Tours eingesetzt wurde und kurz darauf sich als Arbeitssoldat der Pétain-Regierung wiederfand. Um der Auslieferung und Deportation zu entgehen, tauchte er in einem katholischen Altenheim in Bellac unter, hielt sich ab 1941 kurze Zeit illegal in Limoges, Toulouse und Marseille auf und blieb unter widrigsten Bedingungen in der Nähe von Grenoble und in Le Touvet bei Grenoble, auf einem abgelegenen Bauernhof versteckt, bis er schließlich 1943 mit seiner Frau Ilse und den drei Kindern in die Schweiz flüchten konnte.
Während seiner Zeit in Grenoble führte er u. a. Kindertransporte aus Frankreich in die Schweiz durch. Damit unterstützte er Regina Kägi-Fuchsmann bei der Kinderhilfe des Schweizerischen Roten Kreuzes, einer von Januar 1942 bis 1955 dauernden Hilfsaktion des Schweizerischen Roten Kreuzes, die auch ihm und seiner Familie dann 1943 in die Schweiz verhalf. Dort wurde er als illegaler Flüchtling in verschiedenen Auffanglagern interniert, bis er als sogenannter Privatinternierter im November 1944 in Winterthur mit seiner Familie eine Wohnung beziehen konnte. Er schrieb nun u. a. für die „Thurgauer Arbeiter-Zeitung“, die „Berner Tagwacht“, „Die Andere Zeitung“, den „Freidenker“ und wieder für „Die Weltbühne“. Als Flüchtling wurde ihm von der Schweizerischen Bundespolizei jegliche öffentliche politische und kritische Äußerung strengstens verboten. Vor diesem Hintergrund wurde er vom Schweizerischen Geheimdienst beschattet, seine Post gelesen und immer wieder mit Ausweisung – „Ausschaffung“ – bedroht, falls er sein Publizieren nicht einstelle. Dem Folge zu leisten war für ihn nicht nur aus wirtschaftlichen Gründen inakzeptabel. Wiederholten Aufforderungen, seine journalistische Tätigkeit einzustellen, zum Trotz veröffentlichte er weiter. Man identifizierte seine unter dem Pseudonym Peter Rot verfassten Gedichte und Artikel. Infolgedessen wurde er 1951 abermals wegen seiner politischen Meinung und seiner Arbeit eines Landes – der liberalen und am Zweiten Weltkrieg nicht beteiligten Schweiz – verwiesen und musste sich erneut mit der gesamten Familie völlig neu orientieren. Die Einreisesperre in die Schweiz wurde bis zu seinem Tod nicht mehr (dauerhaft) aufgehoben.
Er ging zusammen mit seiner zweiten Frau und ihrem jüngsten Sohn Michael nach Israel in die Nähe von Haifa. Die älteste Tochter Lore blieb zurück, sein Sohn Sascha folgte erst später nach Israel zusammen mit seiner Frau. Inzwischen war Arthur Seehof bereits seit Ende der 1940er Jahre eng verbunden mit seiner dritten Frau Anna Kunz, geb. 14. September 1929 wohnhaft in Winterthur, die er dort bei politischen Zusammenkünften kennengelernt hatte und ließ sich 1952 in Israel von seiner Frau Ilse scheiden. Anna Kunz erhielt allerdings auf ihr Nachreise- bzw. Einreisegesuch nach Israel keine Genehmigung, so dass er 1953 gezwungen war, nach Deutschland zurückzukehren. Im März 1952 erhielt er auf dem britischen Konsulat in Haifa die Urkunde über die Einbürgerung in die Bundesrepublik Deutschland. Die Zeit der Staatenlosigkeit war damit nach beinahe 17 Jahren beendet. In Deutschland lebte er in Höllstein, Herten und Wyhlen im Landkreis Lörrach, engagierte sich in der „Sozialistischen Gemeinschaft“ und in der „IGSS – Internationale Gesellschaft für Sozialistische Studien“ Sektion Deutschland. Er setzte seine journalistische und schriftstellerische Tätigkeit fort, soweit es seine immer stärker angeschlagene Gesundheit zuließ. Parallel dazu führte er mit den bundesdeutschen Behörden einen für diese beschämenden Kampf um seine Rehabilitation und Anerkennung als Verfolgter und eine angemessene Entschädigung. Er bekam mit seiner dritten Frau Anna Kunz, die er 1955 heiratete, nochmals eine Tochter – Renée Eve Seehof, geb. 22. Januar 1954. Und er arbeitete bis zu seinen letzten Tagen an einigen – allerdings bisher unveröffentlicht gebliebenen – umfänglichen Werken.

## Veröffentlichungen
- Die Geschichte einer christlichen Arbeiterfrau
- Juli Revolution 1830
- Rüstungen gegen die Sowjetunion
- Andrees gewagter Polarflug
- mit Willi Münzenberg, John Heartfield: Das braune Netz. Wie Hitlers Agenten im Auslande arbeiten und den Krieg vorbereiten; 1935
- Unzählige Zeitungsartikel und Aufsätze